# Охридска кротушка
Охридска кротушка (Gobio ohridanus) е вид дребна сладководна риба от семейство Шаранови. Видът е ендемичен за Охридското езеро. Хвърля хайвера си през юни-юли. Видът е привнесен във водоеми във Франция. Застрашен е от конкуренцията на привнесени в езерото риби.